# Богославський Володимир Матвійович
Володимир Матвійович Богославський (16 вересня 1888 — 16 березня 1953) — український медик, організатор першої хірургічної служби Донеччини та усіх хірургічних кафедр Донецького інституту.

## Біографія
Володимир Матвійович Богославський народився 1888 року у Харківській області. 1908 року, після закінчення першого курсу фізико-математичного факультету Харківського університету, перейшов на медичний факультет. 1913 року став слухачем Петербурзької військово-медичної академії, однак через участь у студентському страйку, навчання не завершив. 1914 року закінчив Юр'ївський університет (сучасне місто Тарту).
У березні 1917 року став старшим лікарем 112 Українського піхотного полку. У вересні того самого року став ординатором-хірургом місцевого лазарету. Від 1917 року працював у клініці госпітальної хірургії під керівництвом С. І. Спасокукоцького, до 1924 обіймав посаду приват-доцента, допоки за конкурсом його не затвердили завідувачем хірургічного відділення 1-ї Радянської лікарні в місті Сталіно.
Вже 1925 і 1926 року Володимир Матвійович продемонстрував на відповідно VII Всесоюзному З'їзді хірургів і II Українському з'їзд хірургів продемонструвати закінчений випадок пластики стравоходу, загалом вшосте у своїй практиці. Згодом він оперував у різних областях хірургії — здійснював операції на окістках, печінці, селезінці, кишечнику, щитоподібній залозі, виконував усі види урологічних операцій.
1926 року на базі хірургічного відділення, яким керував Володимир Матвійович, створено філіал Інституту вдосконалення лікарів. 1930 року Богославський почав широко застосовувати переливання крові, а 1931 року очолив щойно відкриту філію Українського інституту невідкладної хірургії та переливання крові (пізніше Донецька обласна станція переливання крові).
1930 року Володимир Матвійович став одним із засновників Донецького медичного інституту. 1932 року він очолив кафедру загальної хірургії, з 1933 року завідував кафедрою факультетської хірургії, здобув звання професора. 1935 року став на чолі кафедри госпітальної хірургії інституту.
1941 року евакуйований разом із лікарнею. Став провідним хірургом Калінінського, Другого Прибалтійського, Третього Білоруського фронтів. Після війни продовжив роботу в Обласній центральній поліклініці (нині Інститут невідкладної і відновної хірургії імені Г. К. Гусака). 1947 року він першим у Донбасі провів при раку черезгрудинну резекцію стравоходу і шлунку.
1950 року професор В. М. Богославський став депутатом Верховної Ради СРСР. 16 березня 1953 року Володимир Матвійович помер. Похований на Мушкетівському кладовищі Донецька.

## Нагороди
Володимир Матвійович Богославський був нагороджений:
- орденом «Вітчизняної війни» І ступеня.
- орденом «Червоної Зірки».
- орденом Леніна (1948)
- медалями.